# Жуковський Амброз Броніславович
Амброз Броніславович Жуко́вський (нар. 24 червня 1937, Київ) — український графік; член НСХУ з 1970 року.

## Біографія
Народився 24 червня 1937 року в місті Києві. Мешкає у Києві. 
Протягом 1957—1963 років навчався у Київському художньому інституті (учень В. Касіяна, І. Плещинського, Г. Якутовича). 
Протягом 1963—1965 років працював на Київській кіностудії науково-популярних фільмів, зокрема був художником-постановником мультфільму «Казка про царевича і трьох лікарів» (1965). Учасник всеукраїнських та зарубіжних мистецьких виставок з 1966.
Одночасно з навчанням працював художником у журналах «Всесвіт» (з 1958 року), «Малятко», «Барвінок», «Піонерія», «Дніпро», «Україна», видавництвах «Веселка» (з 1960 року), «Молодь», «Музична Україна», «Дніпро», «Радянська школа».
У 1970-2000 роках разом з Котляром Є. Є. (згодом з Горобієвською Г. О., Кошелем О. І.) ілюстрував Буквар авторства Вашуленка М. С. та Скрипченко Н. Ф. видавництва «Радянська школа» («Освіта»).

## Творчість
Для творчості характерні пластика руху, виразність жесту та міміки, досконале композиційне вирішення простору книги.
Дипломна робота — ілюстрації до поеми «Добре!» Володимира Маяковського (керівник В. Касіян). 
Працював у галузі книжкової графіки. Серед робіт:
Оформлення та ілюстрації до книжок
- «Пригоди Тома Соєра» Марка Твена (1962);
- «Фарбований лис» Івана Франка (1962, 1971, 1974);
- «Вождь червоношкірих» О. Генрі (1964);
- «Тартарен тарасконський» Альфонса Доде (1966);
- «Нюренберзьке яйце» Михайла Коцюбинського (1966);
- «У небі і на землі» Джанні Родарі (1966);
- «Коли навколо тиша» Леоніда Александрова (1967);
- «Сонячний художник» Миколи Безхутрого (1967);
- «Хлопчик і жар-птиця» Володимира Канівця (1968);
- «Дитинство на Волзі» Арсенія Рутька (1968);
- «Езопові байки» (1972);
- «Сходи в небо» Миколаса Слуцкіса (1973);
- «Загублений світ» Артура Конан Дойля (1975);
- «Твори» Оноре де Бальзака (1975);
- «Блокада» Олександра Чаковського (1976);
- «Цяцькований осел» Леоніда Глібова (1977);
- «Азербайджанські народні казки» (1978; 2007);
- «Вуркагани» Івана Микитенка (1987);
- «Тарас Бульба» Миколи Гоголя (1996).

На Київській кіностудії науково-популярних фільмів взяв участь у створенні мультфільмів
- «Мишко + Машка» (1964);
- «Казка про царевича і трьох лікарів» (1965)

Автор низки станкових робіт
- «Шлях до Франції» (офорт, акватинта, 1957—1958);
- «Портрет старого» (м'який лак, 1957—1858).

Брав участь у виставках з 1959 року, республіканських — з 1962 року, всесоюзних — з 1963 року.